# Аеродромна служба
Аеродро́мна слу́жба — служба тилу військово-повітряних сил, що включає аеродромне та аеродромно-технічне забезпечення. 
Аеродромне забезпечення призначене готувати нові аеродроми; 
аеродромно-технічне — обслуговувати на аеродромі авіаційні частини, підрозділи й окремі літаки. 
До аеродромно-технічного забезпечення входить: 
- утримання аеродромів та споруд на них в постійній готовності до експлуатації,
- забезпечення польотів матеріальними і тех. засобами, автотранспортом, наземними засобами для зльоту і посадки літаків та протипожежними і маскув. засобами.